# 基爾科亞什斯科耶湖

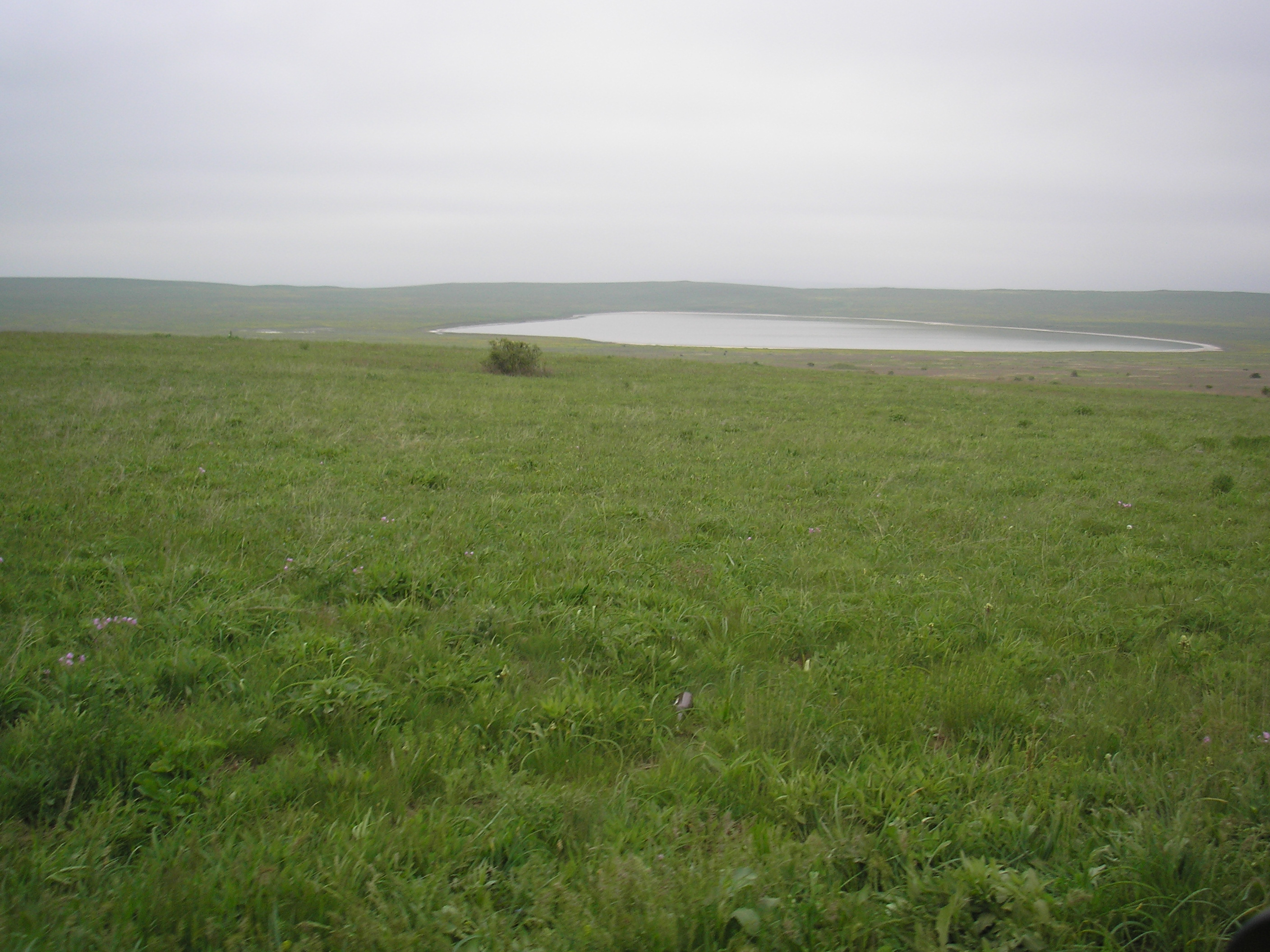

45°4′31″N 36°12′54″E / 45.07528°N 36.21500°E
基爾科亞什斯科耶湖（俄语：Киркояшское озеро），是俄羅斯的湖泊，位於該國西南部，由克里米亞負責管轄，長1.25公里、寬0.7公里，面積0.6平方公里，集水區面積10.8平方公里，湖岸線長度2.7公里。